# Monte de El Pardo

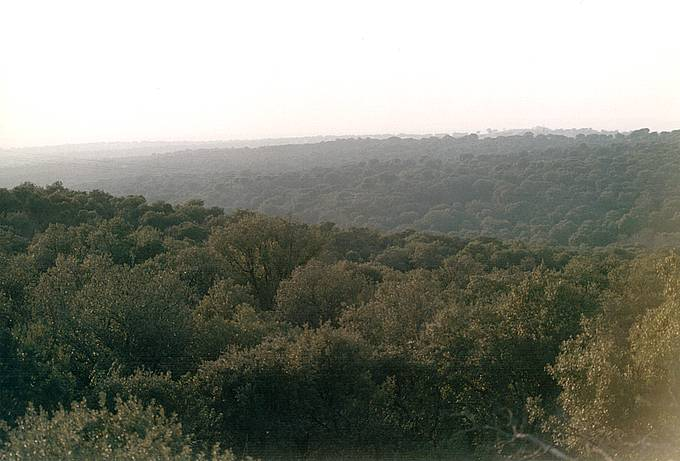
Monte de El Pardo.

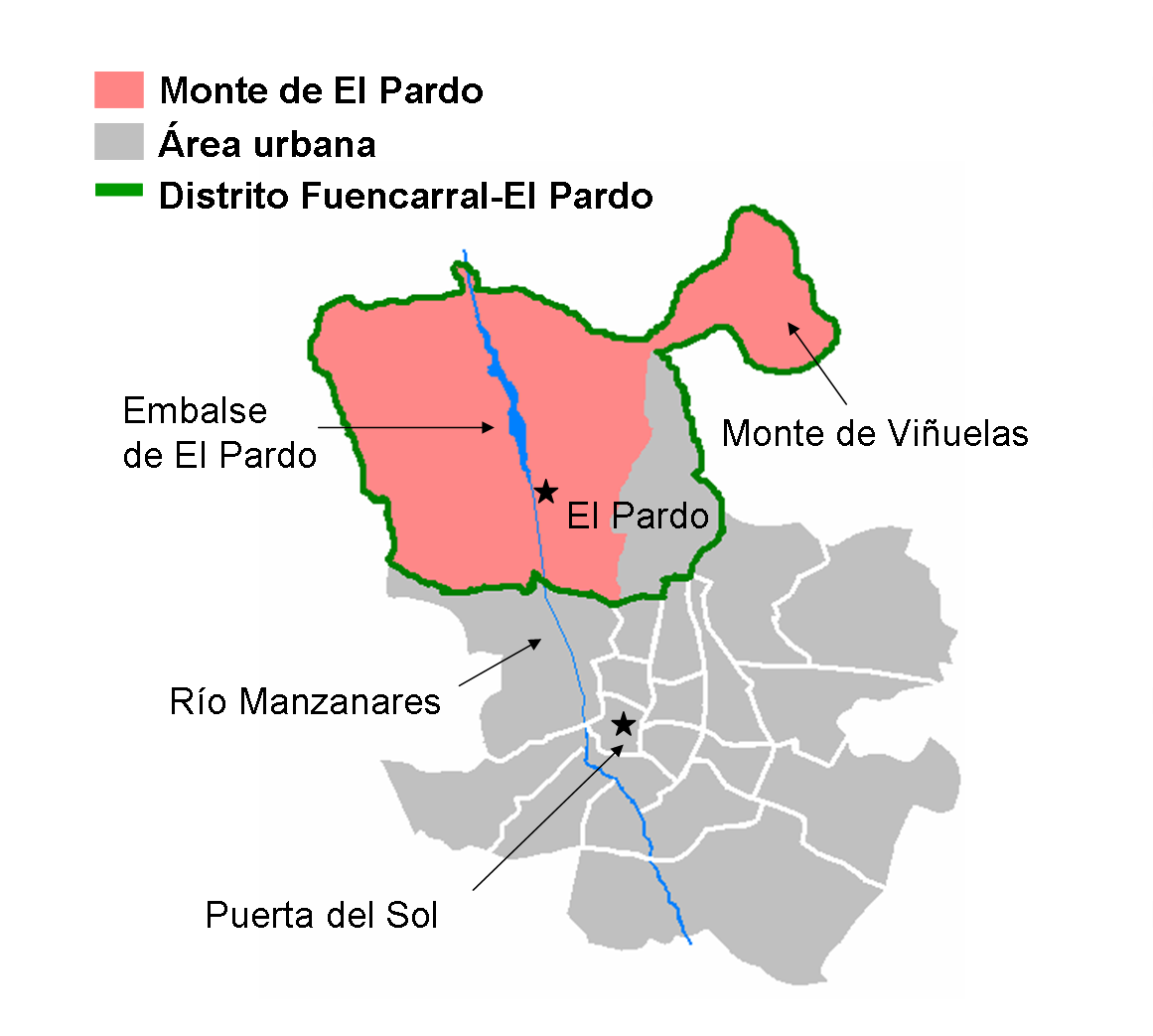
Karta över Monte de El Pardo i Madrid.

Monte de El Pardo är ett skogsområde i norra delen av Madrid i Spanien. Det innesluter helt och hållet berget Monte de Viñuelas. Området utgör mer än en fjärdedel (26,4%) av huvudstaden Madrids markområde. 
Området utgör det viktigaste skogsområdet i den autonoma regionen Madrid av typ 12 (medelhavsskog) enligt WWFs indelning av biom, och är också ett av de bäst bevarade Europa av detta slag, såväl vad beträffar dess flora, med 120 katalogiserade arter, som dess  fauna, med runt 200 ryggradsdjur. Området med sina omkring 16.000 hektar sträcker sig längs floden Manzanares sträckning och är också en del av Parque Regional de la Cuenca Alta del Manzanares, vilket betyder högsta rättsliga skydd. 1987 deklarerades området utgöra speciellt skyddsvärt fågelskyddsområde (Zona Especial de Protección para Aves (ZEPA).
Området administreras av Patrimonio Nacional, en statlig myndighet som reglerar egendom som tidigare tillhörde kronan och som upprätthåller en protektionistisk och restriktiv politik när det gäller skogen.
Största delen av ytan (cirka 15 100 hektar, 94,4% av den totala arealen) är omgiven av ett 66 kilometer långt staket. Besök i detta område är strängt förbjudet.
I den återstående delen av området 900 hektar (5,6%) ligger de mindre samhällena El Pardo och Mingorrubio och friluftsanläggningar som Somontes, vilka har ett lägre ekologiskt värde. Här är det möjligt att komma in i området, genom olika vägar och stigar som är godkända för rekreation.